# 二阶段理论
二阶段理论（英語：Two-stage theory），又称阶段主义（stagism），是一种马克思列宁主义政治理论，主张俄罗斯帝国等不发达国家必须首先通过资产阶级革命进入资本主义阶段，然后才能迈向社会主义阶段。
阶段主义被应用于那些尚未经历资本主义阶段的国家。在苏联，二阶段理论遭到托洛茨基主义的“不断革命论”的反对。
虽然关于阶段主义的讨论主要集中在俄国革命上，但毛主义理论（如新民主主义）则倾向于将二阶段理论应用于其他地方的革命斗争。